# HD 52611
HD 52611，又名BD-01 1509，SAO 134073、HR 2636，是一颗恒星，视星等为6.17，位于銀經215.32，銀緯1.71，其B1900.0坐标为赤經6h 56m 48.3s，赤緯-1° 1.71′ 8″。